# Coolo
«Coolo» es una canción del dúo argentino de hip hop Illya Kuryaki and the Valderramas. Fue el primer corte de difusión desprendido de su quinto álbum Leche lanzado en 1999. A manera de promocionar el álbum, el 26 de junio de 1999, logran empapelar la ciudad de Buenos Aires, con afiches que decían «A mover el coolo (se acaba la era)». Un funcionario (se supone el militar Ais[cita requerida]) intimó a levantar los carteles del sello discográfico Universal afirmando que era un «escrache personal». La canción también formó parte de la banda sonora de la película Amores perros.

## Video musical
El video fue rodado en el Parque de la Ciudad situado en la ciudad de Buenos Aires. Cuenta con un cameo de Nelson de la Rosa, un personaje dominicano, quien en ese momento era conocido como el hombre más pequeño del mundo.

## Presentaciones en vivo
«Coolo» fue presentado en MTV Millenial Music Awards de 2013.